# 小行星65100
小行星65100（65100 Birtwhistle）是一颗绕太阳运转的小行星，为主小行星带小行星。该小行星于2002年2月8日发现。
該小行星以英國業餘天文學家彼得·貝特威斯爾（Peter Birtwhistle）命名。

## 轨道参数
小行星65100的轨道半长轴为3.1543999 UA，离心率为0.079。